# 萊索托交通
這個頁面介紹萊索托的交通。因是一個內陸國家，萊索托沒有港口，海港，但是有道路、空路和有限的鐵路服務。

## 道路
在萊索托於1966年獨立之前，那時只有馬塞盧內的Mejametalana機場路皇宮才有鋪平道路。在1970年代早期，道路基礎設施已大大發展。在1999年，萊索托的道路網已有約5940公里(3690英里)，其中的1087公里(675英里)已經鋪平。鋪平道路中，連接區中心區的比率較高，萊索托中央也得到改善。

## 鐵路
萊索托境內的窄軌(1067毫米)長2.6公里(1.6英里)。由南非在1905年，建造了連接馬塞盧和馬賽 (南非)和布隆方丹/誇祖魯納塔爾的鐵路線。
在2008年，有一個提議，這是由馬塞盧往德班和伊利莎白港

## 航空交通
萊索托境內共有28個機場。其中三個的跑道是已舖平的。萊索托只有一個國際機場，就是莫舒舒一世國際機場，位於萊索托Mazenod，距離東南的馬塞盧不遠。這個機場只有兩條跑道，兩條長1,000米和3,200米。
於其他機場，一個機場的一條已舖平跑道長914至1,523米之間和另一條是短於914米。4個機場是未舖平跑道，長914至1,523米之間。只餘都是未舖平跑道，短於914米。所有的分類是由最長的跑道量出來。

## 水路
由於萊索托是一個內陸國家，所以是非常依靠南非的水路。最近萊索托的主要港口是南非德班。最近，因為越來越多的公司在德班，經常往德班會延遲。所以要轉到伊利莎白港。
內陸水運是有限，只有小船在渡頭和萊索托政府運作的主要過境船隻。

## 備註
1. ↑  經濟學人信息部. . 2004-02-20.
2. 1 2 3  CIA. .   [2008-04-21]. （原始内容存档于2007-06-12）.
3. ↑  . 世界旅遊指南.   [2008-04-14]. （原始内容存档于2008-04-22）.
4. ↑  . 南非政府信息.   [2008-04-22]. （原始内容存档于2012-04-22）.
5. ↑  Kishor Uprety. . 世界銀行. 2005: 9. ISBN 0821362992.